# 韩国强
韩国强（1967年8月—），河北省唐山市人，中华人民共和国政治人物。

## 生平
1967年8月，韩国强出生在河北省唐山市。
1984年9月，韩国强进入滦县师范学校中师专业学习，1987年毕业后分配至唐山市开平区教育局工作，进入政界，1991年1月转入唐山市开平区劳人局工作，期间于1993年5月加入中国共产党，1998年11月升任副局长。2001年9月，韩国强调任中共越河乡党委副书记、乡长，2003年12月升任党委书记。2007年7月，韩国强调任唐山市古冶区人民政府副区长，2011年8月兼任中共唐山市古冶区委常委，2012年6月升任常务副区长。2013年6月，韩国强出任中共唐山市曹妃甸区委常委、纪委书记。2016年2月，韩国强出任中共迁安市委常委、常务副市长，同年12月出任代市长，次年2月正式出任市长兼党委副书记，2019年8月升任党委书记。2021年，韩国强出任河北省发展和改革委员会党组成员、副主任。

### 落马
2024年5月31日，韩国强涉嫌严重违纪违法接受河北省纪委监委纪律审查和监察调查。